# Blang Puuk Nigan
Blang Puuk Nigan is een bestuurslaag in het regentschap Nagan Raya van de provincie Atjeh, Indonesië. Blang Puuk Nigan telt 305 inwoners (volkstelling 2010).